# Jednotné zemědělské družstvo

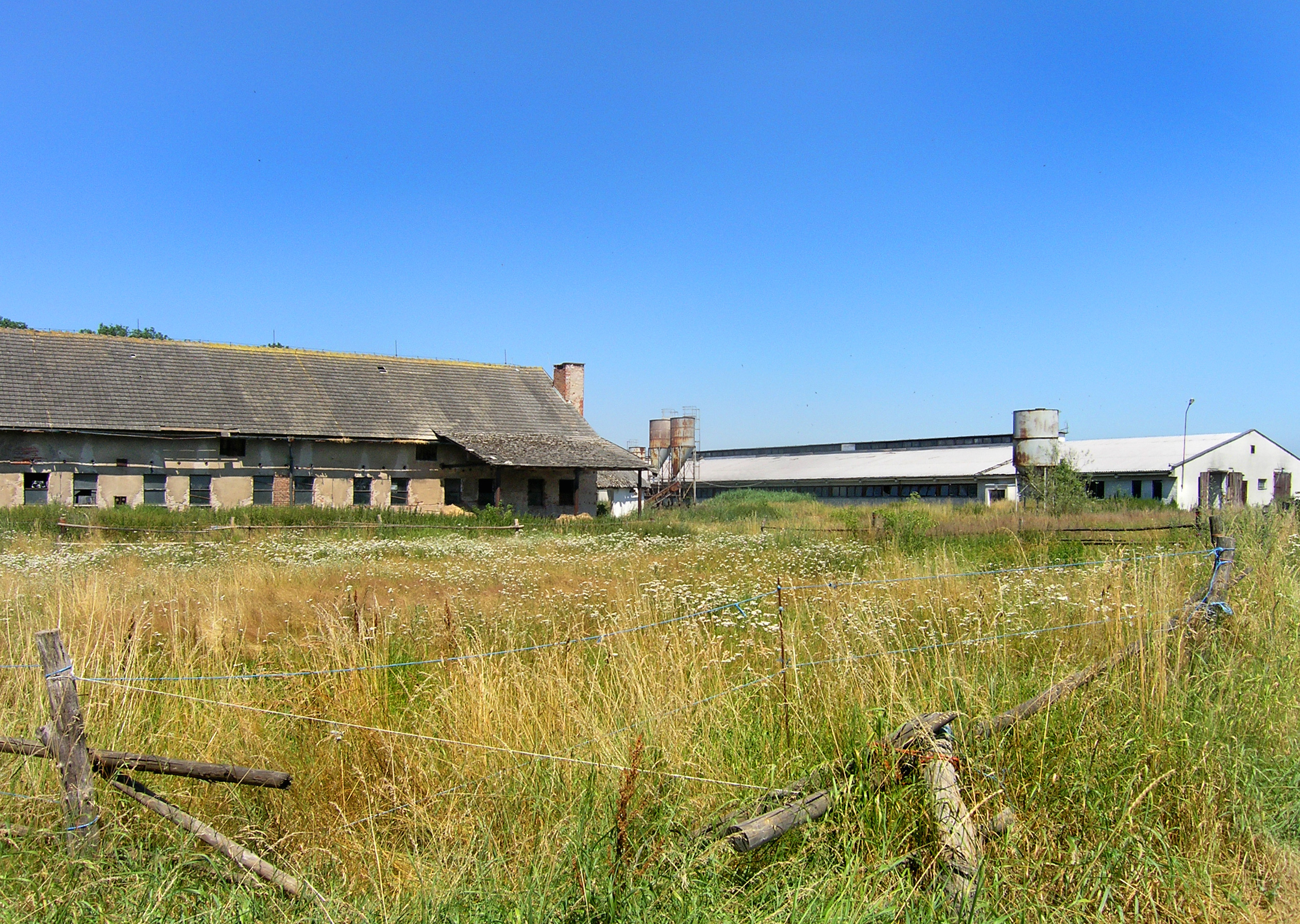
Ehemalige JZD in Bakov nad Jizerou

Jednotné zemědělské družstvo (slowakisch Jednotné roľnícke družstvo, deutsch Einheitliche landwirtschaftliche Genossenschaft, kurz JZD beziehungsweise JRD) war die Bezeichnung für landwirtschaftliche Genossenschaften in der sozialistischen Tschechoslowakei, die im Zuge der Zwangskollektivierung entstanden waren. Die JZD sind mit den Landwirtschaftlichen Produktionsgenossenschaften (LPG) in der DDR vergleichbar.
Nach der Machtergreifung im Jahr 1948, dem sogenannten Februarumsturz, begann die Kommunistische Partei der Tschechoslowakei (KPČ) umgehend mit der schrittweisen Kollektivierung sämtlicher Bauernhöfe. Zunächst sollten nur Betriebe über 50 Hektar verstaatlicht werden, tatsächlich waren jedoch auch kleinere Bauern betroffen. 1949 wurden per Gesetz die JZD ins Leben gerufen. Durch Enteignungen, erzwungene Verpachtungen und hohe Abgaben wurden Landwirte zur Aufgabe ihrer Betriebe gezwungen und die Genossenschaften ausgeweitet. Das wurde wie in anderen kommunistischen Ländern mit einer Leistungssteigerung durch größere Ackerflächen begründet. Die Propaganda richtete sich gegen angeblich schädliche Großbauern, die Kulaken genannt wurden. In Wirklichkeit herrschte in den JZD häufig Misswirtschaft. Durch die Zerstörung der naturnahen kleinräumigen Strukturen und den massiven Einsatz von Chemikalien kam es zu schweren Umweltschäden.